# Duits voetbalkampioenschap 1940/41

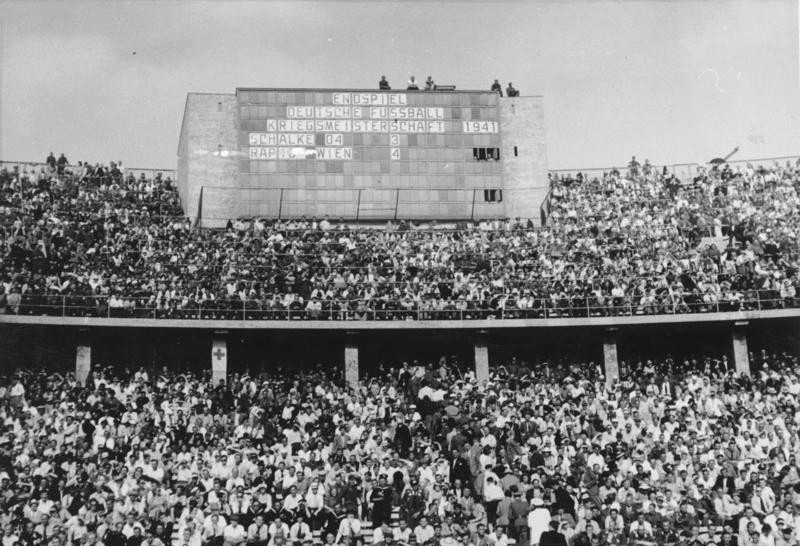
De kampioenswedstrijd van Rapid Wien tegen Schalke 04.

1940/41 was het 34ste Duitse voetbalkampioenschap ingericht door de NSRL (Nationalsozialistischer Reichsbund für Leibesübungen).
De competitie leed niet onder de gebeurtenissen in de Tweede Wereldoorlog en de meeste competities gingen terug naar één reeks, in plaats van twee zoals vorig seizoen. Toch waren er veranderingen door annexaties van Duitsland. De Elzas werd weer aan Duitsland gehecht. Danzig-Westpruisen werd een eigen sportgebied, voorheen behoorde Danzig bij Oost-Pruisen. Ook Wartheland en Gouvernement-Generaal kregen een eigen competitie. Het kampioenschap in Gouvernement-Generaal werd evenweel niet vervolledigd zodat er 21 kampioenen deelnamen aan de eindronde. Door een kwalificatie tussen Danzig-Westpruisen en Wartheland werd het aantal effectieve deelnemers dan naar 20 herleid.
SK Rapid Wien is de enige Oostenrijkse club die ooit Duits landskampioen werd. De finale was uitermate spannend en alles werd in zes minuten beslist. Na een uitzichtloze 0-3-achterstand tegen FC Schalke 04 boog de club de situatie in zijn voordeel en van de 62ste tot de 67ste minuut werd het een doelpuntenfestijn waardoor Rapid met 4-3 de titel won.

## Deelnemers aan de eindronde
| Club                           | Gekwalificeerd als                              |
| ------------------------------ | ----------------------------------------------- |
| VfB Königsberg                 | Kampioen Sportbereichsklasse Ostpreußen         |
| Luftwaffen-SV Stettin          | Kampioen Sportbereichsklasse Pommern            |
| Tennis Borussia Berlin         | Kampioen Sportbereichsklasse Berlin-Brandenburg |
| Vorwärts RaSpo Gleiwitz        | Kampioen Sportbereichsklasse Schlesien          |
| Dresdner SC                    | Kampioen Sportbereichsklasse Sachsen            |
| 1. SV Jena                     | Kampioen Sportbereichsklasse Mitte              |
| Hamburger SV                   | Kampioen Sportbereichsklasse Nordmark           |
| SV Hannover 96                 | Kampioen Sportbereichsklasse Niedersachsen      |
| FC Schalke 04                  | Kampioen Sportbereichsklasse Westfalen          |
| TuS Helene Altenessen          | Kampioen Sportbereichsklasse Niederrhein        |
| VfL Köln 1899                  | Kampioen Sportbereichsklasse Mittelrhein        |
| Borussia Fulda                 | Kampioen Sportbereichsklasse Hessen             |
| Offenbacher FC Kickers 1901    | Kampioen Sportbereichsklasse Südwest            |
| VfL Neckarau                   | Kampioen Sportbereichsklasse Baden              |
| Stuttgarter Kickers            | Kampioen Sportbereichsklasse Württemberg        |
| TSV 1860 München               | Kampioen Sportbereichsklasse Bayern             |
| Nationalsozialistische TG Prag | Kampioen Sportbereichsklasse Sudetenland        |
| SK Rapid Wien                  | Kampioen Sportbereichsklasse Ostmark            |
| FC Mülhausen 93                | Kampioen Sportbereichsklasse Elsass             |
| Winnaar kwalificatie Ostland   |                                                 |

## Kwalificatie Ostland
Deelnemers:
| Club                | Gekwalificeerd als                              |
| Preußen Danzig      | Kampioen Sportbereichsklasse Danzig-Westpreußen |
| Luftwaffen-SV Posen | Kampioen Sportbereichsklasse Warthaland         |

| Datum         | Teams          | Teams | Teams          | Uitslag    | Stadion |
| 30 maart 1941 | Preußen Danzig | –     | LSV Posen      | 2:2 (0:2)  | Danzig  |
| 6 april 1941  | LSV Posen      | –     | Preußen Danzig | uitgesteld |         |

Preußen Danzig werd door middel van lottrekking als winnaar aangeduid.

## Groepsfase

### Groep 1

#### Deelgroep 1a
| Datum         | Teams             | Teams | Teams             | Uitslag   | Stadion                 |
| 6 april 1941  | Vorwärts Gleiwitz | –     | LSV Stettin       | 3:1 (1:0) | Gleiwitz, Jahnstadion   |
| 13 april 1941 | Preußen Danzig    | –     | LSV Stettin       | 3:3 (0:1) | Danzig, Forster-Stadion |
| 20 april 1941 | Preußen Danzig    | –     | Vorwärts Gleiwitz | 0:0 (0:0) | Danzig                  |
| 27 april 1941 | LSV Stettin       | –     | Preußen Danzig    | 1:1 (1:0) | Stettin, Preußen-Platz  |
| 4 mei 1941    | LSV Stettin       | –     | Vorwärts Gleiwitz | 3:2 (3:2) | Stettin                 |
| 11 mei 1941   | Vorwärts Gleiwitz | –     | Preußen Danzig    | 4:1 (2:0) | Gleiwitz, Jahnstadion   |

#### Deelgroep 1b
| Datum         | Teams       | Teams | Teams       | Uitslag   | Stadion                 |
| 11 april 1941 | TB Berlin   | –     | NSTG Prag   | 3:1 (2:1) | Berlijn, A. d. Pumpe    |
| 13 april 1941 | TB Berlin   | –     | Dresdner SC | 0:1 (0:0) | Berlijn, Olympiastadion |
| 20 april 1941 | NSTG Prag   | –     | TB Berlin   | 0:0 (0:0) | Prag, Slavia-Stadion    |
| 27 april 1941 | Dresdner SC | –     | NSTG Prag   | 4:2 (3:1) | Dresden, Am Ostragehege |
| 4 mei 1941    | Dresdner SC | –     | TB Berlin   | 5:2 (0:2) | Dresden, Am Ostragehege |
| 11 mei 1941   | NSTG Prag   | –     | Dresdner SC | 0:1 (0:0) | Prag, Sparta-Stadion    |

#### Groepsfinale
| Datum       | Teams                   | Teams | Teams                   | Uitslag   | Stadion                         |
| 18 mei 1941 | Dresdner SC             | –     | Vorwärts RaSpo Gleiwitz | 3:0 (2:0) | Dresden, Stadion am Ostragehege |
| 25 mei 1941 | Vorwärts RaSpo Gleiwitz | –     | Dresdner SC             | 0:3 (0:1) | Gleiwitz, Jahnstadion           |

### Groep 2

#### Deelgroep 2a
| Datum         | Teams          | Teams | Teams          | Uitslag   | Stadion             |
| 6 april 1941  | Hamburger SV   | –     | VfB Königsberg | 3:1 (0:1) | Hamburg, Rothenbaum |
| 13 april 1941 | Hamburger SV   | –     | 1. SV Jena     | 2:1 (1:0) | Hamburg, ETV-Platz  |
| 20 april 1941 | 1. SV Jena     | –     | VfB Königsberg | 2:4 (0:2) | Jena, Stadion       |
| 27 april 1941 | VfB Königsberg | –     | Hamburger SV   | 1:2 (0:1) | Königsberg, Stadion |
| 4 mei 1941    | 1. SV Jena     | –     | Hamburger SV   | 1:2 (0:1) | Jena, Stadion       |
| 11 mei 1941   | VfB Königsberg | –     | 1. SV Jena     | 0:4 (0:2) | Königsberg, Stadion |

#### Deelgroep 2b
| Datum         | Teams          | Teams | Teams          | Uitslag   | Stadion                        |
| 6 april 1941  | Hannover 96    | –     | Borussia Fulda | 6:1 (2:1) | Hannover, Hindenburg-Kampfbahn |
| 13 april 1941 | FC Schalke 04  | –     | Hannover 96    | 4:0 (1:0) | Gelsenkirchen, Glückauf-KB     |
| 20 april 1941 | FC Schalke 04  | –     | Borussia Fulda | 4:0 (2:0) | Gelsenkirchen, Glückauf-KB     |
| 27 april 1941 | Borussia Fulda | –     | Hannover 96    | 4:3 (1:1) | Fulda, Johannisau              |
| 4 mei 1941    | Hannover 96    | –     | FC Schalke 04  | 1:6 (0:2) | Hannover, Hindenburg-Kampfbahn |
| 11 mei 1941   | Borussia Fulda | –     | FC Schalke 04  | 1:2 (1:0) | Fulda, Johannisau              |

#### Groepsfinale
| Datum       | Teams         | Teams | Teams         | Uitslag   | Stadion                        |
| 18 mei 1941 | FC Schalke 04 | –     | Hamburger SV  | 3:0 (0:0) | Dortmund, Kampfbahn Rothe Erde |
| 25 mei 1941 | Hamburger SV  | –     | FC Schalke 04 | 1:0 (1:0) | Hamburg, Stadion Hoheluft      |

### Groep 3
| Datum         | Teams             | Teams | Teams             | Uitslag   | Stadion                                  |
| 6 april 1941  | Kickers Offenbach | –     | Helene Altenessen | 1:1 (1:0) | Frankfurt, Waldstadion                   |
| 13 april 1941 | VfL Köln 1899     | –     | FC Mülhausen 93   | 6:1 (5:1) | Keulen, Radrennbahn                      |
| 20 april 1941 | Helene Altenessen | –     | FC Mülhausen 93   | 5:2 (2:1) | Essen                                    |
| 20 april 1941 | Kickers Offenbach | –     | VfL Köln 1899     | 2:2 (2:1) | Frankfurt, Riederwaldst.                 |
| 27 april 1941 | VfL Köln 1899     | –     | Helene Altenessen | 3:1 (2:0) | Keulen, Weidenpescher Park               |
| 27 april 1941 | FC Mülhausen 93   | –     | Kickers Offenbach | 2:6 (0:4) | Mülhausen (Elsaß), Stade de Bourtzwiller |
| 4 mei 1941    | FC Mülhausen 93   | –     | Helene Altenessen | 2:2 (2:2) | Mülhausen (Elsaß), Stade de Bourtzwiller |
| 4 mei 1941    | VfL Köln 1899     | –     | Kickers Offenbach | 3:1 (2:0) | Keulen                                   |
| 11 mei 1941   | FC Mülhausen 93   | –     | VfL Köln 1899     | 1:4 (0:2) | Straatsburg                              |
| 11 mei 1941   | Helene Altenessen | –     | Kickers Offenbach | 0:4 (0:0) | Essen                                    |
| 18 mei 1941   | Helene Altenessen | –     | VfL Köln 1899     | 6:1 (3:1) | Essen                                    |
| 18 mei 1941   | Kickers Offenbach | –     | FC Mülhausen 93   | 5:1 (1:1) | Offenbach am Main, Bieberer Berg         |

### Groep 4
| Datum         | Teams               | Teams | Teams               | Uitslag   | Stadion                    |
| 13 april 1941 | VfL Neckarau        | –     | SK Rapid Wien       | 0:7 (0:2) | Mannheim, Stadion          |
| 13 april 1941 | Stuttgarter Kickers | –     | TSV 1860 München    | 3:3 (2:0) | Stuttgart, Adolf-Hitler-KB |
| 20 april 1941 | SK Rapid Wien       | –     | Stuttgarter Kickers | 1:1 (0:1) | Wien, Praterstadion        |
| 20 april 1941 | TSV 1860 München    | –     | VfL Neckarau        | 6:2 (1:2) | München, Zischstadion      |
| 27 april 1941 | TSV 1860 München    | –     | SK Rapid Wien       | 2:1 (0:0) | München, Zischstadion      |
| 27 april 1941 | Stuttgarter Kickers | –     | VfL Neckarau        | 2:0 (0:0) | Stuttgart, Waldau-Stadion  |
| 4 mei 1941    | Stuttgarter Kickers | –     | SK Rapid Wien       | 1:5 (0:2) | Stuttgart, Adolf-Hitler-KB |
| 11 mei 1941   | SK Rapid Wien       | –     | VfL Neckarau        | 8:1 (6:1) | Wien, Praterstadion        |
| 11 mei 1941   | TSV 1860 München    | –     | Stuttgarter Kickers | 2:1 (1:0) | München, Zischstadion      |
| 18 mei 1941   | SK Rapid Wien       | –     | TSV 1860 München    | 2:0 (1:0) | Wien, Praterstadion        |
| 18 mei 1941   | VfL Neckarau        | –     | Stuttgarter Kickers | 5:3 (0:0) | Mannheim, Altriper Fähre   |

## Halve finale
| Datum       | Teams         | Teams | Teams         | Uitslag   | Stadion                         |
| 8 juni 1941 | SK Rapid Wien | –     | Dresdner SC   | 2:1 (1:0) | Beuthen, Stadion                |
| 8 juni 1941 | FC Schalke 04 | –     | VfL Köln 1899 | 4:1 (3:1) | Dresden, Stadion am Ostragehege |

## Wedstrijd om de derde plaats
| Datum        | Teams       | Teams | Teams         | Uitslag   | Stadion                         |
| 22 juni 1941 | Dresdner SC | –     | VfL Köln 1899 | 4:1 (2:0) | Dresden, Stadion am Ostragehege |

## Finale
| Datum        | Teams         | Teams | Teams         | Uitslag   | Stadion                 |
| 22 juni 1941 | SK Rapid Wien | –     | FC Schalke 04 | 4:3 (0:2) | Berlijn, Olympiastadion |

De 95.000 toeschouwers werden getrakeerd op vele doelpunten. Al na zes minuten opende Heinz Hinz de score voor Schalke en amper een minuut later dikte Hermann Eppenhoff deze aan. Franz Binder miste een strafschop en zo de kans op de aansluitingstreffer. Na de rust scoorde Hinz in de 57ste minuut opnieuw waardoor Schalke ogenschijnlijk op rozen zat. Rapid begon echter met de tegenaanval en drie minuten later maakte Georg Schors een eerste doelpunt. Binder maakte twee minuten later de 2-3 en één minuut later de gelijkmaker, en dit via een strafschop die hij deze keer niet miste. Nadat Otto Tibulsky zijn tegenstander Willy Fitz tackelde kreeg Rapid een vrijschop, die Binder binnen trapte in de 71ste minuut. De volgende twintig minuten bestormde Schalke nog het doel van Rapid, maar slaagde er niet meer in te scoren.